# Gumuchtegin

L'Anatolie en 1097.

Emir Gazi Gümüchtegin ou Gümüştekin († 1135) est le second dirigeant de l’état danismendide que son père Danishmend Gazi a fondé dans le centre-ouest de l’Anatolie après la bataille de Manzikert. Il est parfois nommé Emir Gazi II.

## Biographie
Il succède à son père quand ce dernier meurt en 1104. En 1130, il s’allie à Léon Ier, prince des montagnes ciliciennes contre le prince franc Bohémond II d'Antioche, qui est tué au cours de la bataille. La tête de Bohémond est embaumée et envoyée au calife abbasside de Bagdad. Gümüchtegin aurait peut-être conquis une partie de la principauté d'Antioche sans l’intervention de l’empereur Jean II Comnène, qui souhaite étendre son influence sur Antioche.
En 1131, il assiège le château de Kaysun (en) dans le comté d’Édesse, mais doit battre retraite avec l’arrivée du comte Josselin Ier d’Édesse, que Gümüchtegin croyait mort.
En 1135, le calife et le grand sultan seldjoukide lui envoient les insignes royaux qui le font malik danishmendide. Il meurt la même année et l’émirat danishmendide commence alors à se retrouver sous la pression de l’empire byzantin et du sultanat de Rum.

## Postérité
Il laisse comme enfants :
- Mehmed Gazi III († v. 1142), malik danishmendide.
- Yaghi Arslan († 1164), gouverneur de Sivas de 1141 à 1164.
- Ayn al-Dawla († 1151).
- Ibrahim, père d'Ismail, gouverneur de Sivas à partir de 1164.

### Sources
- (en) Cet article est partiellement ou en totalité issu de l’article de Wikipédia en anglais intitulé « Gazi Gümüshtigin » (voir la liste des auteurs).